# Guido Löhrer
Guido Löhrer (* 1960 in Aachen) ist ein deutscher Philosoph. Er lehrt seit 2008 an der Universität Erfurt.

## Werdegang
Löhrer begann 1978 mit dem Studium der Philosophie, Germanistik und Kunstgeschichte in Bonn, Bologna und Freiburg. 1993 wurde er in Freiburg mit einer Arbeit über Immanuel Kant zum Doktor der Philosophie promoviert. Es folgten Lehraufträge an den Universitäten in Freiburg i. Br., Saarbrücken und Bern sowie von 1997 bis 1998 eine Professurvertretung an der Universität Hannover. 2001 habilitierte Löhrer mit einer Arbeit über Handlungstheorie an der Universität Bern mit dem Titel Praktisches Wissen, in der er u. a. die konstruktive Typentheorie Per Martin-Löfs erweitert.
Nach einer Lehrstuhlvertretung in Regensburg ab 2006 wurde er 2008 als Professor für Praktische Philosophie an die Universität Erfurt berufen.
Sein Fokus liegt auf Handlungstheorie und Philosophie des Geistes (Theory of Mind and Action), Metaethik, normative Ethik, Theorien des moralischen Überzeugungswandels, Erkenntnistheorie, Ontologie und Sprachphilosophie.
Zudem war er Mitherausgeber der Reihe Geschichte der Philosophie: Personen, Perioden, Probleme bei der Wissenschaftlichen Buchgesellschaft, Darmstadt, Vorstand der Schweizerischen Philosophischen Gesellschaft und ist Gründungsmitglied der Deutsch-Polnischen Gesellschaft für Philosophie.

## Werke
- Menschliche Würde. Wissenschaftliche Geltung und metaphorische Grenze der praktischen Philosophie Kants (= Alber-Reihe praktische Philosophie. Band 49). Alber, Freiburg, München 1995, ISBN 3-495-47812-4.
- Praktisches Wissen. Grundlagen einer konstruktiven Theorie menschlichen Handelns. Mentis, Paderborn 2003, ISBN 3-89785-292-6.
- Horn, Christoph / Löhrer, Guido (Hrsg.): Gründe und Zwecke. Texte zur Handlungstheorie. Suhrkamp, Berlin 2010, ISBN 978-3-518-29550-2.